# Kinderhochzeit
Kinderhochzeit ist ein Roman von Adolf Muschg. Die Erstausgabe erschien 2008 beim Suhrkamp Verlag, eine Taschenbuchausgabe folgte 2009.

## Inhalt
In einem Prolog wird erzählt, wie eine reiche Industriellenerbin in ihrer Stadtwohnung erschossen aufgefunden wird. Was wie der Auftakt zu einer Kriminalerzählung wirkt, ist jedoch nur die Vorwegnahme einer Entwicklung, die nach diesem Prolog erzählt wird.
Hauptort der Handlung ist die fiktive Stadt Nieburg beiderseits des Rheins, die eine gewisse Ähnlichkeit mit Rheinfelden aufweist. Zwischen der badischen und der Schweizer Seite der Stadt bestehen seit Jahrzehnten enge wirtschaftliche Beziehungen. Deren Entwicklung speziell im Dritten Reich interessieren den 40-jährigen Schweizer Historiker und Achim-Tobler-Forscher Klaus Marbach, der am 2002 erschienenen Bergier-Bericht mitgearbeitet hat und nun die Geschichte des Nieburger Unternehmens der Familie Bühler-Weiland untersuchen möchte. Diese Aluminiumfirma ist der wichtigste Arbeit- und Geldgeber der Region und beherrscht dadurch die ganze Stadt.
Marbach besucht zunächst die Erbin des Unternehmens, Constanze Bühler-Weiland, 2003 an deren letztem Lebenstag in ihrem Chalet in Visperterminen. Sie berichtet ihm über die Anfänge und die Geschichte des Unternehmens und überlässt ihm ein stenographisches Notizbuch ihres Vaters Christoph Bühler aus dem Jahr 1923, in dem dieser bereits mit Hitler in Kontakt war, und das Original eines Zeitungsfotos aus dem Jahr 1949, durch das Marbachs Interesse geweckt wurde: Es zeigt einen Kinderumzug am 1. Mai, bei dem die Hochzeit aus Wilhelm Hauffs Märchen Das kalte Herz dargestellt wurde. Die Hauptdarsteller sind alle 1940 geboren und haben dieselbe Schulklasse besucht. Die Rolle der Braut hat Constanze Bühler-Weilands Tochter Imogen übernommen. Als Bräutigam hat sie nur das schlesische Flüchtlingskind Iring Selber akzeptiert; die Honoratiorensöhne, die sie auf dem Bild umgeben, haben Nebenrollen erhalten.
Als Marbach später die einzelnen Beteiligten dieses Festumzuges aufsucht, muss er feststellen, dass diese Herren samt und sonders seit ihrer Kinderzeit in Imogen verliebt waren und bis heute von dieser abhängig sind. Eine Stiftung zur Verbesserung Nieburgs, von der sie alle profitieren, wurde von Imogens Mutter großzügig finanziert. Iring Selber, schon als Kind ein Außenseiter, den Imogen später tatsächlich geheiratet hat, ist für diesen Kreis immer ein Feind geblieben.
Marbach wird in diesen Kreis eingeführt, nachdem er sich nach dem Begräbnis von Frau Bühler-Weiland der Tochter und Erbin Imogen vorgestellt hat, die sofort ein Interesse an ihm gefasst hat. Sie überlässt ihm eine Wohnung im Kutscherhaus ihrer Villa am Rhein, damit er von dort aus seine Nachforschungen anstellen kann, und begibt sich selbst zunächst auf Reisen, um ungestört über die Verwendung ihres Erbes nachdenken zu können. Marbach stellt bald fest, dass vor ihm schon etliche Mitglieder des Kreises, der bereits auf dem Kindheitsfoto versammelt war, dieses Refugium bewohnt und möglicherweise engere Beziehungen mit Imogen gepflegt haben. Als er die Herren näher kennen lernt, stellt sich heraus, dass diese samt und sonders keine eigenen Familien gegründet haben, sondern immer noch auf Imogen fixiert sind. Im Augenblick bereitet ihnen allerdings der Fortbestand der Stiftung Sorgen. Sie versuchen Klaus, der deutlich jünger und attraktiver ist als sie selbst und sofort Eindruck auf Imogen gemacht hat, für ihre Interessen zu gewinnen: Er soll Imogen dazu bewegen, die Stiftung nicht aufzugeben. Marbach lehnt diesen Auftrag nach einigem Nachdenken ab.
Seine Suche konzentriert sich schließlich auf Iring Selber, mit dem Imogen nach wie vor verheiratet ist, von dem sie aber getrennt lebt und dessen Verbleib unklar ist. Selber hat in den 1970er Jahren einen Selbstfindungs-Bestseller auf den Markt gebracht. Nachdem er dann jahrelang ein obskures Seminar in Berlin geleitet hat, das Imogen unter einem Decknamen finanziert hat, ist er plötzlich verschwunden. Eine kryptische Botschaft, die Marbach erhält, weist ihm schließlich den Weg nach Görlitz. Dort kommt er mit dem ehemaligen DDR-Bürger Balthasar Nicht in Kontakt, der ihn auf Selbers Spur bringt: Der Mann ist auf den Spuren Adolf Traugott von Gersdorffs, Jacob Böhmes und Quirinus Kuhlmanns, aber wohl auch auf der Suche nach seinen eigenen Wurzeln, nach Görlitz gekommen, dort mit dem Wissenschaftler Nicht, der im Haus des einstigen Bürgermeisters und Alchimisten Gregor Gobius wohnt, in Kontakt gekommen und schließlich, nachdem er auf einem Friedhof einen Schlaganfall erlitten hatte, ins Johanniter-Krankenhaus eingewiesen worden. Da Selber ohne Papiere reiste und außerdem den Decknamen Dimitrij Kuhlmann angenommen hatte, war er für das Personal zunächst nicht zu identifizieren. Vollkommen gelähmt und unfähig zu sprechen wurde er im Krankenhaus von einer Griechin namens Frini betreut, die ihm, dem einstigen Musterschüler, aus der Odyssee vorgelesen und ihn als „Uti“ angesprochen hat. Marbach erkennt darin das altgriechische Wort Οὔτις (keiner, niemand), das Odysseus in der Höhle des Polyphem als schützendes Pseudonym verwendet. Frini und Constanze Weiland-Selbers indianische Adoptivtochter Judith, die einer obskuren Sekte angehört, haben den scheinbar apallischen Patienten schließlich aus dem Krankenhaus nach Herrnhut mitgenommen, wo sich die Sekte niedergelassen hat. Dort wird er unter dem Namen David als eine Art Gott verehrt. Judith, die behauptet, an seinem Pulsschlag fühlen zu können, was er sagen möchte, benutzt ihn nun als Sprachrohr für ihre Botschaften, doch Frini, die eine Buchstabiertafel für Selber entwickelt hat und seine mit dem linken Augenlid gezwinkerten Signale übersetzen kann, schreibt ganz andere Texte nach seinem Diktat nieder und lässt sie Balthasar Nicht zukommen. Sein Tod ist allerdings schon absehbar.
Balthasar Nicht, der mit Gunther von Hagens bekannt ist, erfährt, dass Iring Selber nach seinem Tod plastiniert und auf dem Altar der Sekte aufgestellt werden soll. Zusammen mit Klaus Marbach und gedeckt vom Imogen-Verehrer Emil Isele, der eine Polizeilaufbahn eingeschlagen hat, entführt er den Leichnam in einem Kühlwagen und bringt ihn nach Nieburg, wo er eingeäschert werden soll. Die Asche möchte Imogen Selber-Weiland in der Quirinus-Höhle, in der Iring einst von seinen Schulkameraden gequält wurde, deponieren lassen.
Imogen Selber-Weiland hat zur Klärung ihrer Nachlassfragen ausgerechnet die juristische Hilfe von Klaus Marbachs Frau Manon de Montmollin gesucht. Diese hat schließlich ein Testament ausgearbeitet, nach dem das Bühlersche Erbe einem guten Zweck, nämlich der Versorgung von Kriegswaisen, zugeführt werden soll. Manon hat sich zu Beginn des Jahres 2003 von Klaus getrennt, nachdem sie sich in eine Frau verliebt hatte. Die Scheidung ist vorbereitet worden, aber noch nicht vollzogen, und das Paar hat seit Monaten keinen Kontakt gehabt.
Zugleich hat sich Imogen Selber-Weiland dem attraktiven Klaus genähert – und ihn, wie sie in einem Schreiben an Manon und an die zuständigen Behörden mitteilt, gebeten, sie in ihrer Wohnung zu erschießen, nachdem sie einen Teil ihres Erbes verbrannt hat und vorgegeben hat, an einer unheilbaren Krankheit zu leiden. Klaus ist der Bitte um Beihilfe zur Selbsttötung auch nachgekommen. Manon eröffnet ihm später, dass Imogen Selber-Weiland ihr Testament im letzten Moment noch einmal korrigiert und ihr gesamtes Erbe Klaus zugesprochen hat. Dieser will davon jedoch nichts wissen und vernichtet die letzte Fassung des Testaments.
In der Presse werden sofort verschiedene Theorien über diesen Fall aufgestellt. Unter anderem wird das Ehepaar Marbach-de Montmollin bezichtigt, sich planvoll an Imogen Selber-Weiland herangemacht und so das Erbe an sich gebracht zu haben – das Testament ist zu diesem Zeitpunkt noch nicht in der Öffentlichkeit bekannt. Tatsächlich vereinigt der Tod Imogen Selber-Weilands Klaus und Manon noch einmal. Klaus erklärt Manon, er habe den Auftrag, Imogens Asche im God Tamangur zu deponieren, und wolle dies auch jetzt, mitten im Winter, tun. Danach wolle er sich wieder mit Manon, die ihn in die Berge fahren solle, in Müstair treffen.
In Müstair stellt Manon, nachdem Klaus bereits auf Schneeschuhen zu seiner Mission aufgebrochen ist, anhand einer Wanderkarte fest, dass sein Unternehmen mehr als riskant ist. Dennoch besichtigt sie, wie er es für sie geplant hat, noch das Benediktinerinnenkloster St. Johann. Vor dem Bildnis der heiligen Katharina bzw. Hypatia trifft sie auf Balthasar Nicht. Dieser hat sich nach Müstair zurückgezogen, um sich darüber klar zu werden, ob er Frini, die angeblich ein Kind von Iring Selber erwartet, heiraten soll. Er erweist sich als große Hilfe, als Manon wegen Klaus’ Ausbleiben in Panik gerät und ihn blindlings suchen gehen will.
Professionelle Suchmannschaften, die schließlich ausgeschickt werden, finden im God Tamangur schließlich Klaus’ Ausrüstung, außerdem eine vergrabene Urne, die jedoch keine Asche enthält, sondern Christoph Bühlers Notizbuch aus dem Jahr 1923. Einige Seiten hat Klaus Marbach, der auch seine im Sommer über die Nieburger Industriegeschichte und ihre Verquickung mit Nazideutschland gemachten Aufzeichnungen vernichtet hat, unleserlich gemacht. Von Klaus Marbach selbst fehlt jede Spur, er wird nie gefunden.
Fünf Jahre später hat Judith ein weltumspannendes Imperium aufgebaut. Die Altherrenriege, die einst um Imogen Selber-Weiland geschart war, hat unter ihrer Führung Karriere gemacht.

## Rezeption
Kritiker vermerkten häufig, dass sich in der Fülle von Handlungssträngen und literarischen Anspielungen – neben den bereits genannten sind in dem Werk unter anderem zahlreiche Sophokles-Zitate, Überlegungen zu William Shakespeares Stück Cymbeline, biblische Reminiszenzen und Betrachtungen zu Las Meninas zu finden – der Leser verlieren kann.
Der Verzicht auf eine Auflösung des rätselhaften Verschwindens Marbachs und anderer Rätsel ruft etwa bei Eva Pfister leises Unbehagen hervor: „Adolf Muschgs neuer Roman ist voller Episoden, die sehr spannend zu lesen sind, aber dramaturgisch immer wieder ins Leere laufen. So entfährt einem beim Lesen ein zustimmender Seufzer, wenn man auf die Kantsche Definition des Witzes trifft: Der sei ‚die Auflösung einer gespannten Erwartung ins Nichts‘. So gesehen ist der Roman voller Witz – als wären dem Autor seine spannenden Handlungsfäden immer wieder entglitten.“
Muschg selbst erklärte, einer der Ausgangspunkte für ihn sei die narzisstische Kränkung gewesen, die der Bergier-Bericht in der Schweiz ausgelöst habe. Er habe sich die Frage gestellt, was dies- und jenseits des Rheins wahrscheinlich gewesen wäre, und woher das Böse überhaupt komme. Ein zweites wichtiges Motiv sei für ihn die Liebesbeziehung zwischen einer älteren Frau und einem jüngeren Mann gewesen. Die religiöse Dimension des Buches habe er zunächst nicht absehen können.
Hermann Schlösser zeigte sich von dem Buch angetan: Zwar bleibe „es bis zum Schluss unklar, wonach hier wirklich gesucht wird“, doch solle man den Satz „Wer findet, hat nicht richtig gesucht“ bei der Lektüre des „ganz und gar merkwürdigen Buchs im Sinn behalten“. Schlösser kommt zu dem Schluss: „Leicht zu lesen ist all das nicht, aber es bietet träumerisch veranlagten Menschen die Möglichkeit, eine Zeit lang in einem unübersichtlichen Textgelände verloren zu gehen.“
Andreas Isenschmid legte den Schwerpunkt seiner Überlegungen in der NZZ auf die Vaterlosigkeit der Hauptpersonen des Romans und auf die daraus entwickelten genealogischen Verflechtungen und Fragen. Kinderhochzeit, so meint er, „läuft hinaus auf eine Expedition in tiefste seelische Labyrinthe und auf ein Erklimmen höchster religiöser Höhen.“ Er verwahrt sich dagegen, das Buch nur wegen der Fragen, die es offenlässt, als gescheitert zu betrachten: „Auch geheimnisvolle Bücher haben in der Literaturgeschichte ihren Platz. Und sie verdienen ihn, wenn sie in einer so bezwingend schönen Sprache geschrieben sind wie dieses; vor allem aber: wenn ihre Geheimnisse den Namen Geheimnis auch verdienen. Echte Geheimnisse dürfen nicht einfach nur Konfusion sein – das wäre Unvermögen des Autors. Und sie dürfen beim Verstehen nicht verschwinden wie eine Denksportaufgabe nach ihrer Lösung – das wäre lediglich Rätselklöppelei.“
„Echte Geheimnisse muss man nicht begreifen, doch ergreifen müssen sie einen. Genau das widerfährt Muschgs Gestalten.“
Burkhard Müller, der den Roman am 24. Februar 2009 in der Süddeutschen Zeitung rezensierte, und Dieter Borchmeyer, von dem in der Zeit am 27. November 2008 eine Rezension zu Kinderhochzeit erschien, scheinen weniger begeistert gewesen zu sein. Auch Martin Ebel schrieb in der Berner Zeitung, Muschg habe hier „leider zuviel“ erzählt.
Das Werk wurde für den Schweizer Buchpreis vorgeschlagen.

## Ausgabe
- Adolf Muschg: Kinderhochzeit. Roman (= Suhrkamp-Taschenbuch 4123). Suhrkamp, Frankfurt am Main 2009, ISBN 978-3-518-46123-5.